# Meligethes longulus
Meligethes longulus är en skalbaggsart som beskrevs av Friedrich Julius Schilsky 1894. Meligethes longulus ingår i släktet Meligethes, och familjen glansbaggar. Arten är reproducerande i Sverige.